# Groupe de NGC 545
Le groupe de NGC 545 comprend au moins 11 galaxies situées dans la constellation de la Baleine. La distance moyenne entre ce groupe et la Voie lactée est d'environ 76,2 Mpc (∼249 millions d'al). Ce groupe fait partie d'un ensemble plus vaste, l'amas galactique Abell 194,.

## Description
Deux galaxies de ce groupe, NGC 545 et NGC 547, produisent d'immenses et puissants jets de matière dans la région qui entoure leur trou noir supermassif central . Ces jets ont été captés en onde radio par les radiotélescopes du VLA et sont montrés en violet sur l'image de l'amas du NRAO. Les jets de ces deux galaxies en interaction gravitationnelle sont projetés à des distances d'environ 250 000 années-lumière. Le jet plus court de la galaxie NGC 541, un peu plus bas à droite sur l'image, entre en collision avec un nuage d'hydrogène coloré en bleu foncé qui a aussi été détecté en onde radio par le VLA. L'onde de choc créé par ce jet a engendré une zone de formation de formation d'étoiles, colorée en bleu pâle, imagée dans le visible par le télescope de 2,3 m de l'observatoire de Siding Spring en Australie. Ce type assez rare de pouponnière d'étoiles est connu sous le nom d'objet de Minkowski,, un exemple de trou noir créant la vie dans l'univers sous forme d'étoiles bébés.

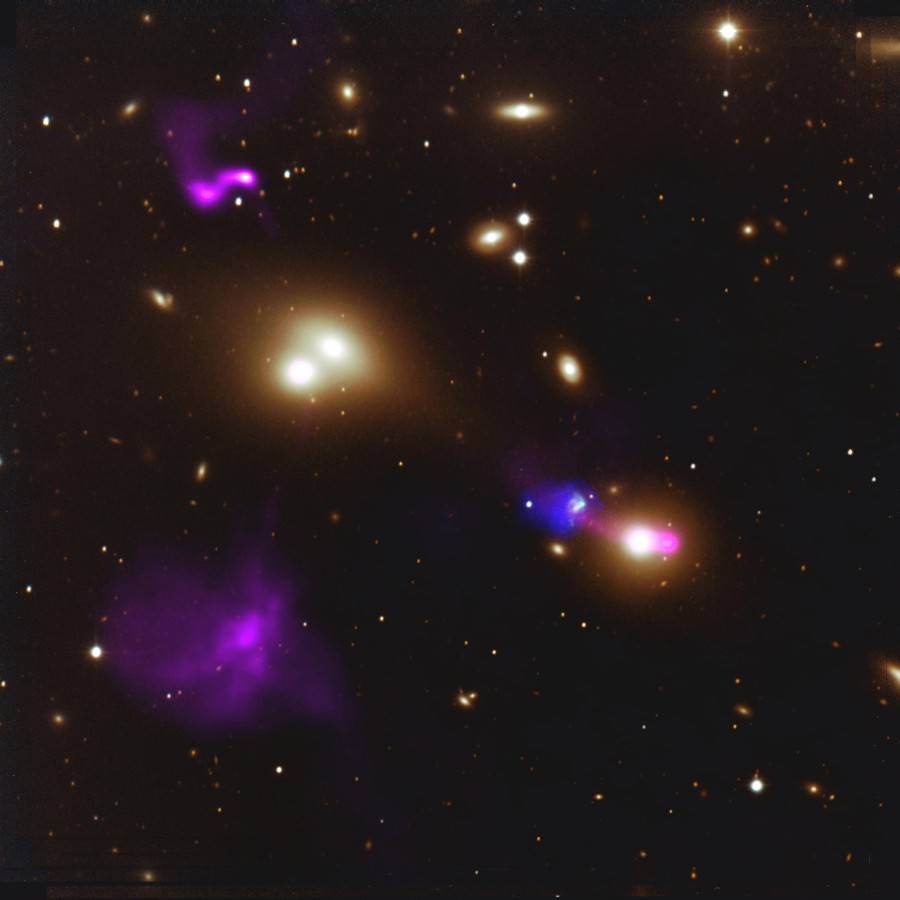
L'amas Abell 194. Image de NRAO/AUI et de S. Croft, W. van Breugel, W. de Vries, J. van Gorkom, H. Morganti, T. Osterloo, M. Dopita, M. Gregg.

## Membres
Le tableau ci-dessous liste les 11 galaxies qui sont indiquées dans l'article d'Abraham Mahtessian paru en 1998. 
| Nom       | Classification | Type           | α (J2000.0)   | δ (J2000.0)  | Vitesse radiale (km/s) | Magnitude apparente | Distance (Mpc) | Dimensions (kal) |
| --------- | -------------- | -------------- | ------------- | ------------ | ---------------------- | ------------------- | -------------- | ---------------- |
| NGC 545   | SA0^-          | Lenticulaire   | 01h 25m 59.1s | -01° 20′ 25″ | 5338 ± 7               | 12,2                | 74,2 ± 5,2     | 221              |
| NGC 530   | SB0^+          | Lenticulaire   | 01h 24m 41.6s | 01° 35′ 13″  | 5007 ± 27              | 13,1                | 69,3 ± 4,9     | 116              |
| NGC 541   | S0^-?          | Lenticulaire   | 01h 25m 44.3s | -01° 22′ 46″ | 5442 ± 6               | 12,2                | 75,5 ± 5,3     | 161              |
| NGC 547   | E1             | Elliptique     | 01h 26m 00.6s | -01° 20′ 43″ | 5468 ± 6               | 12,2                | 76,1 ± 5,3     | 93               |
| NGC 560   | S0^0           | Lenticulaire   | 01h 27m 25.4s | -01° 54′ 47″ | 5510 ± 17              | 13,0                | 76,8 ± 5,4     | 114              |
| NGC 564   | E              | Elliptique     | 01h 27m 48.2s | -01° 52′ 46″ | 5836 ± 17              | 12,5                | 81,6 ± 5,7     | 158              |
| NGC 570   | (R')SB(rs)a    | Spirale barrée | 01h 28m 58.6s | -00° 56′ 56″ | 5504 ± 23              | 12,8                | 77,0 ± 5,4     | 142              |
| NGC 577   | (R')SB(r)a pec | Spirale barrée | 01h 30m 40.7s | -01° 59′ 40″ | 5937 ± 6               | 12,9                | 83,2 ± 5,8     | 178              |
| NGC 585   | Sa?            | Spirale        | 01h 31m 42.1s | -00° 56′ 00″ | 5431 ± 19              | 13,1                | 75,4 ± 5,3     | 183              |
| UGC 892*  | SB(r)ab        | Spirale barrée | 01h 21m 16.6s | -00° 32′ 40″ | 5228 ± 5               | 11,950 ± 0,029      | 72,5 ± 5,1     | 149              |
| UGC 1062* | (R')SB0^0?(s)  | Lenticulaire   | 01h 28m 59.5s | -00° 33′ 43″ | 5472 ± 23              | 12,510 ± 0,013      | 76,1 ± 5,3     | 95               |

* Ces deux galaxies sont respectivement CGCG 0118.7-0048 et CGCG 0126.4-0049 et sont notées 0118-0048 et 0126-0049 dans l'article d'Abraham Mahtessian. 
Le site DeepskyLog permet de trouver aisément les constellations des galaxies mentionnées dans ce tableau ou si elles ne s'y trouvent pas, l'outil du site constellation permet de le faire à l'aide des coordonnées de la galaxie. Sauf indication contraire, les données proviennent du site NASA/IPAC.